# Estación de Kingswear
La Estación de Kingswear es la terminal del Ferrocarril de Vapor de Dartmouth, un tren histórico que opera en Devon, Inglaterra. Está situada en el centro de Kingswear, a orillas del río Dart frente a Dartmouth.
La estación tiene acceso nivelado a la calle y se encuentra junto al Yacht Club Hotel, el pontón del Ferry de Pasajeros de Darmouth y a la grada del Ferry de Dartmouth Bajo.

## Historia

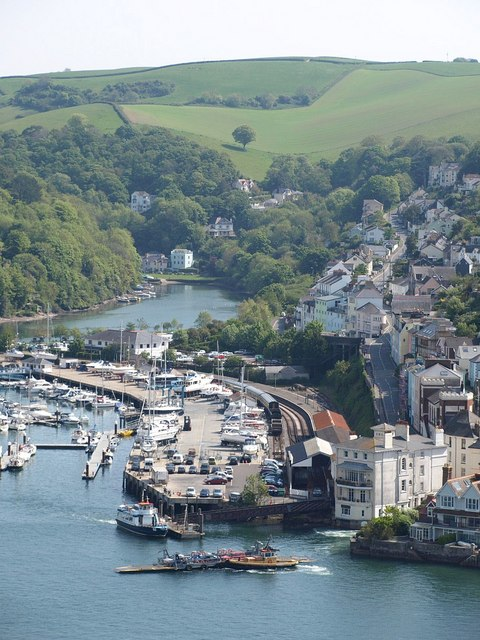
Estación de tren de Kingswear, vista desde arriba de Dartmouth. El ferry de pasajeros está junto a su pontón, mientras que el ferry inferior (para vehículos) está saliendo hacia Dartmouth

La vía que accede a Kingswear fue construida por el Ferrocarril de Dartmouth y Torbay, y se inauguró el 16 de agosto de 1864. El objetivo original había sido llegar a Dartmouth, pero la estación de la localidad, donde se vendían billetes de tren y se podían enviar paquetes, carecía de andenes y trenes, solo podía alcanzarse utilizando el transbordador. La compañía ferroviaria abrió el Yacht Club Hotel en el extremo sur de la estación en 1866, destinado principalmente a los pasajeros de los barcos transoceánicos que hacían escala en Dartmouth en ese momento.
Los trenes de mercancías se dirigieron a Kingswear desde el 2 de abril de 1866 y demostraron ser de gran importancia, no solo para enviar mercancías por mar, sino también para transportar carbón desembarcado en Kingswear hasta la planta de gasificación de Hollacombe, situada entre Paignton y Torquay.
El Ferrocarril de Dartmouth y Torbay siempre fue operado por Ferrocarril del Sur de Devon y se fusionó con él el 1 de enero de 1872. Esta situación duró poco, ya que el Sur de Devon se fusionó a su vez con el Great Western Railway el 1 de febrero de 1876. La línea se había construido utilizando las vías de gran ancho ideadas por Brunel, pero el 21 de mayo de 1892 se cerró durante el fin de semana para convertirse al ancho estándar; los 28 hombres encargados de los trabajos en la zona se alojaron en el tinglado de mercancías de la estación, que estaba situado en el lado del río de la cubierta de la estación principal. Se colocaron nuevas vías de apartado en 1894 y se abrió un enclavamiento para controlar los trenes. Al año siguiente, se colocaron más apartaderos en terrenos ganados al río al norte de la estación y se construyó un largo puente peatonal sobre la estación para llevar un sendero a la orilla del río.
El ferrocarril originalmente se acercaba a la estación a través de tres arroyos cruzados mediante una serie de viaductos de madera de poca altura. Los de Longwood y Noss se demolieron después de que la línea se trasladara tierra adentro alrededor de los arroyos el 20 de mayo de 1923, y el viaducto de Hoodown, justo afuera de la estación, fue reemplazado por una estructura de acero de doble vía en 1928. Estas mejoras y la instalación de una mesa giratoria de mayor diámetro permitió que locomotoras más grandes trabajaran hasta Kingswear. El andén se alargó en 1929 hasta los 850 pies (259 m), lo que también permitió el empleo de trenes más largos.
El Great Western Railway pasó a ser parte de British Rail tras la nacionalización de 1948. La caseta de señalización recibió un nuevo sistema de palancas en 1960, pero pronto comenzó a declinar el volumen de los servicios demandados. El muelle se cerró al tráfico de mercancías el 4 de mayo de 1964 y el tráfico de mercancías ordinarias se retiró el 14 de junio de 1965.
A excepción de los trenes de temporada alta, la mayoría de los servicios a partir del 18 de abril de 1966 se operaron como lanzaderas desde Paignton. Los trenes dominicales se retiraron a partir del 24 de septiembre de 1967, aunque algunos circularon durante el verano del año siguiente. El 20 de octubre de 1968 se cerró la caseta de señales y al mes siguiente se propuso formalmente que la línea de Paignton se cerrara por completo, pero en cambio, el 30 de diciembre de 1972, la línea se vendió a la compañía Dart Valley Light Railway plc, que operaba un tren histórico en la cercana localidad de Buckfastleigh. El Royal Dart Hotel fue vendido por el Ferrocarril de Dart Valley a manos privadas en 1979, de manera que los ingresos de esta y otras ventas de propiedades contribuyeron en gran medida a sufragar las 275.000 libras pagadas a British Rail por la línea.
La segunda vía del andén se restableció en 1976, y los desvíos situados alrededor de la estación estaban controlados por accionamientos locales. Desde 1990, las señales eléctricas de aspecto múltiple se controlan desde el panel de señalización situado en Britannia Crossing.

## Descripción
El extremo sur del andén y las vías están cubiertos por una singular cubierta de madera de 100 pies (30 m) de luz, con una marquesina más convencional que se extiende todavía más sobre el andén. La entrada a la estación se abre al andén principal dentro de la cubierta del tren. Los trenes se detienen más en la vía del andén de la derecha, para permitir que la locomotora cambie de sentido para encabezar el tren en sentido contrario. El andén terminal no dispone de un itinerario para liberar las locomotoras, por lo que solo se utiliza para salidas ocasionales que se han desviado a esta vía para liberar el andén principal para un segundo tren.
El antiguo patio de mercancías situado entre la estación y el paseo marítimo ahora es un estacionamiento y almacenamiento de botes. El largo puente peatonal ubicado en el extremo norte de la estación no está conectado a los andenes, sino que lleva un sendero desde la carretera principal hasta el paseo marítimo. Otro estacionamiento en el extremo norte de la estación se encuentra en el antiguo emplazamiento de la plataforma giratoria y los apartaderos de los coches de viajeros. Se han conservado algunos apartaderos frente a la plataforma y junto a la línea hacia Britannia Crossing, el paso a nivel que conduce al Ferry de Dartmouth Alto, y donde se encuentra el centro de señalización del ferrocarril.

## Imágenes
|  |  |  |

## Servicios
Un servicio de temporada de trenes de vapor opera desde y hacia Paignton.